# Soko
Soko je bila tvrtka za proizvodnju borbenih zrakoplova u bivšoj Jugoslaviji sa sjedištem u Mostaru.

## Povijest
Tvrtka je osnovana 1950. pod imenom Preduzeće Soko, a kasnije je preimenovana u Soko Vazduhoplovna Industrija, RO Vazduhoplovstvo.
1961. izlazi prvi vojni model iz samostalnog razvoja Soko Galeb. Kasnije slijede daljnji modeli, te proizvodnja licenciranog helikoptera pod imenom Gazela.
Glavno sjedište tvrtke, koje još uvijek postoji, se nalazi kod Mostara, površine 450.000m2. Uz glavnu tvornicu, postojali su pogoni u Čitluku, Grudama, Ljubuškom i Nevesinju, s ukupno oko 8000 radnika (od toga 5000 u matičnoj tvornici). Tvrtka je koristila Zračnu luku Mostar za testiranje zrakoplova.
Tijekom rata u Bosni i Hercegovini zemljište tvrtke biva zauzeto i većina strojeva uništeno ili ukradeno.
Danas je zaposleno 450 radnika i uglavnom se proizvode auto dijelovi.

## Modeli

### Vojni
- Soko 522
- Soko G-2 Galeb
- Soko J-21 Jastreb
- Soko J-20 Kraguj
- Soko J-22 Orao
- Soko G-4 Super Galeb
- Aérospatiale Gazelle (proizveden pod licencom)

### Civilni
- Aérospatiale Gazelle (proizveden pod licencom)

### U razvoju
- Novi avion

## Korisnici zrakoplova

### Trenutačni korisnici
- Crna Gora – Crnogorsko ratno zrakoplovstvo
- Libija – Libijsko ratno zrakoplovstvo
- Mijanmar – Mijanmarsko ratno zrakoplovstvo
- Bosna i Hercegovina – Zrakoplovstvo OS BiH
- Srbija – Ratno zrakoplovstvo i protuzračna obrana Vojske Srbije

### Bivši korisnici
- Hrvatska – Hrvatsko ratno zrakoplovstvo
- SFR Jugoslavija – Jugoslavensko ratno zrakoplovstvo
- SR Jugoslavija – Ratno zrakoplovstvo SR Jugoslavije